# Joaquín Cosío
Joaquín Cosío Osuna (ur. 4 października 1962 w Tepic) – meksykański aktor filmowy, telewizyjny i teatralny, a także poeta.
Odtwórca roli współtwórcy kartelu z Guadalajary Ernesta Fonseki Carrillo „Don Neto” w serialu Narcos: Meksyk, generała Medrano w filmie 007 Quantum of Solace i El Azula w filmie Savages: Ponad bezprawiem. Laureat oraz trzykrotnie nominowany do meksykańskiej nagrody Ariel.